# Hystricia palpina
Hystricia palpina är en tvåvingeart som beskrevs av Camillo Rondani 1851. Hystricia palpina ingår i släktet Hystricia och familjen parasitflugor.
Artens utbredningsområde är Ecuador. Inga underarter finns listade i Catalogue of Life.